# Liste nationaler Eishockeymeister 2006
Diese Liste enthält die Landesmeister im Herren-Eishockey der Saison 2005/2006 bzw. 2006. Aufgeführt sind nationale Meister der Länder, die Vollmitglied der IIHF sind oder in der IIHF-Weltrangliste geführt werden. Ersatzweise wird der Gewinner der höchsten Profiliga aufgeführt, wenn ein nationaler Meister nicht explizit ermittelt wird (z. B. NHL-Gewinner in Nordamerika oder ALIH-Sieger in Ostasien).

## Deutschland, Österreich und Schweiz
| Wettbewerb     | Meister bzw. Titelträger | Vizemeister        | Absteiger      |
| DEL 2005/06    | Eisbären Berlin          | DEG Metro Stars    | Kassel Huskies |
| ÖEL 2005/06    | EC VSV                   | Red Bulls Salzburg | -              |
| Nationalliga A | HC Lugano                | HC Davos           | -              |

## Europa
| Land/Meisterschaft     | Liganame                  | Meister                    | Finalgegner                     |
| Belarus                | Extraliga                 | HK Junost Minsk            | HK Dinamo Minsk                 |
| Belgien                | Eredivisie                | White Caps Turnhout        | IHC Leuven                      |
| Bulgarien              | Bulgarische Eishockeyliga | Akademika Sofia            | HK Slawia Sofia                 |
| Dänemark               | Superligaen               | SønderjyskE Ishockey       | AaB Ishockey*                   |
| Estland                | Meistriliiga              | Tallinn Stars              | Välk 494                        |
| Finnland               | SM-liiga                  | HPK                        | Ässät Pori                      |
| Frankreich             | Ligue Magnus              | Rouen Hockey Élite 76      | HC Amiens Somme                 |
| Großbritannien         | Elite League              | Newcastle Vipers           | Sheffield Steelers              |
| Island                 |                           | Skautafélag Reykjavík      |                                 |
| Italien                | Serie A1                  | HCJ Milano Vipers*         | SV Ritten-Renon                 |
| Kasachstan             | Kasachische Meisterschaft | Kasachmys Karaganda        | Kaszink-Torpedo Ust-Kamenogorsk |
| Kroatien               | Kroatische Meisterschaft  | KHL Medveščak Zagreb*      | KHL Mladost Zagreb              |
| Lettland               | Virsliga                  | HK Riga 2000*              | HK Liepājas Metalurgs           |
| Litauen                |                           | Energija Elektrenai        |                                 |
| Niederlande            | Eredivisie                | Nijmegen Emperors          | Heerenveen Flyers               |
| Norwegen               | Eliteserien               | Vålerenga IF Oslo*         | Stavanger Oilers                |
| Polen                  | Ekstraklasa               | KS Cracovia                | GKS Tychy                       |
| Rumänien               | 1. Liga                   | Steaua Bukarest*           | SC Miercurea Ciuc               |
| Russland               | Superliga                 | AK Bars Kasan              | HK Awangard Omsk                |
| Schweden               | Elitserien                | Färjestad BK               | Frölunda HC                     |
| Serbien und Montenegro | Serbische Eishockeyliga   | Partizan Marbo Belgrad     | HK Roter Stern Belgrad          |
| Slowakei               | Extraliga                 | MsHK Žilina                |                                 |
| Slowenien              | Prva Liga                 | HK Acroni Jesenice*        | HK Slavija Ljubljana            |
| Spanien                | Superliga                 | CH Puigcerda               | CH Jaca*                        |
| Tschechien             | Extraliga                 | Bílí Tygři Liberec         | HC Slavia Prag                  |
| Ukraine                | Wyschtha Liha             | HK Sokol Kiew              | HK Berkut                       |
| Ungarn                 | Borsodi Jégkorong Liga    | Alba Volán Székesfehérvár* | Újpesti TE                      |

## Außereuropäische Ligen
| Land/Meisterschaft | Liganame     | Meister                   | Finalgegner         |
| Armenien           |              | SCA Jerewan               |                     |
| Asien (JP, CN, KR) | ALIH         | Kokudo Ice Hockey Team*   | Nippon Paper Cranes |
| Australien         | AIHL1        | Newcastle North Stars     | Adelaide Avalanche  |
| China              |              | Qiqihar                   |                     |
| Hongkong           |              | Hongkong Budweiser        |                     |
| Indien             |              | Indian Army Red Team      |                     |
| Israel             |              | Haifa Hawks               |                     |
| Japan              |              | Cranes Kushiro            |                     |
| Mexiko             |              | San Jeronimo Osos         |                     |
| Mongolei           |              | Baganuur City             |                     |
| Neuseeland         | NZIHL1       | Southern Stampede         | Botany Swarm        |
| Kanada             | Memorial Cup | Québec Remparts           | Moncton Wildcats    |
| Kanada             | Allan-Cup    | Powell River Regals       | Whitby Dunlops      |
| Nordamerika        | NHL          | Carolina Hurricanes       | Edmonton Oilers     |
| Nordamerika        | AHL          | Hershey Bears             | Milwaukee Admirals  |
| Nordkorea          |              | Pyongchol                 |                     |
| Südkorea           |              | Yonsei University         |                     |
| Taiwan             |              | Sharks Taipei             |                     |
| Türkei             | Superliga    | Polis Akademisi ve Koleji |                     |
| Vereinigte Staaten | NCAA         | University of Wisconsin   | Boston College      |

* bezeichnet den jeweiligen Titelverteidiger aus der Vorsaison.

1 Liga wurde im Kalenderjahr 2006 ausgetragen